# HD 60863
HD 60863 är en dubbelstjärna belägen i den mellersta delen av stjärnbilden Akterskeppet, som också har Bayer-beteckningen p Puppis. Den har en skenbar magnitud av ca 4,65 och är svagt synlig för blotta ögat där ljusföroreningar ej förekommer. Baserat på parallaxmätning inom Hipparcosuppdraget på ca 14,7 mas, beräknas den befinna sig på ett avstånd på ca 220 ljusår (ca 68 parsek) från solen. Den rör sig bort från solen med en heliocentrisk radialhastighet på ca 3 km/s.

## Egenskaper
Primärstjärnan HD 60863 A är en blå till vit stjärna i huvudserien av spektralklass B8 V. Den har en massa som är ca 3,2 solmassor, en radie som är ca 2,1 solradier och har ca 120 gånger solens utstrålning av energi från dess fotosfär vid en effektiv temperatur av ca 12 700 K.
En avlägsen följeslagare HD 60863 B är en stjärna av magnitud 9,13, separerad från primärstjärna med 36,9 bågsekunder, samt HD 60863 C, en stjärna av magnitud 10,44 separerad från komponent B med 43,1 bågsekunder.